# Date (commande)
Pour les articles homonymes, voir Date (homonymie).
Sous DOS et Windows, l'instruction date affiche la date du jour en cours pour le système ou permet de définir une nouvelle date en fonction des paramètres fournis à cette commande.